# 秦建日子
秦 建日子（はた たけひこ、本名同じ、1968年1月8日 -）は、日本の小説家、劇作家、演出家、脚本家、映画監督。男性。
東京都、現西東京市出身。早稲田大学法学部卒業。日本脚本家連盟会員、日本推理作家協会会員。劇団秦組主宰。プロダクションOFFICE BLUE代表取締役。父は小説家の秦恒平。

## 略歴
早稲田中学校・高等学校を経て早稲田大学法学部を卒業後、クレジットカード会社ジェーシービーに勤務。その飛び込み営業の途中に劇作家のつかこうへいと出会い、師事することになる。1993年に「つかこうへい事務所特別公演『プラットホーム・ストーリーズ』」のにて戯曲家・演出家としてデビュー。
1997年にジェーシービーを退社して作家専業の生活に入ると、翌1998年には、日本テレビの火曜サスペンス劇場で片平なぎさ・船越英一郎主演の人気シリーズ「小京都ミステリー」のシナリオライターとして抜擢される。1999年にはフジテレビ系列の「世にも奇妙な物語」シリーズ。TBSの月曜ミステリーなどのゴールデンタイムのドラマを執筆し、2000年に『編集王』で、連続ドラマのチーフライターに。
以後、主な作品に、『HERO』『救命病棟24時』『天体観測』『最後の弁護人』『共犯者』『ラストプレゼント 娘と生きる最後の夏』『87%』『ドラゴン桜』『ジョシデカ!-女子刑事-』『ホカベン』『左目探偵EYE』『スクール!!』など。2006年には『花嫁は厄年ッ!』にて、ドラマディレクターも務める。
一方で、2003年から2013年まで10期にわたり演劇ワークショップ「TAKE1」を主宰して新進俳優の育成に携わり、また2008年には劇団「秦組」を旗揚げして秦作品の公演を行う。
小説家
2004年にはミステリー『推理小説』で小説家としてもデビュー。同作は2006年に『アンフェア』のタイトルでテレビドラマ化され大ヒット。同年には『チェケラッチョ!!』を小説と映画脚本とを同時進行で執筆。

作詞家
作詞家としても活動をしており、2005年にはCHEMISTRY『キミがいる』（NTV連続ドラマ「87%」主題歌）の作詞を。2007年には、鈴木雅之＆島谷ひとみ『ふたりでいいじゃない』（TBS連続ドラマ「結婚式へ行こう!」主題歌）の作詞をしている。

映画監督
2016年、『クハナ!』で映画初監督を務める。2018年には地方創生ムービー第2弾となる映画『キスできる餃子』が公開。

## 演劇ワークショップTAKE1
2003年から『演劇ワークショップTAKE1』を主宰し、自身の執筆・演出活動と平行して、新人俳優養成にも取り組んでいる。
また、1年刻みで卒業公演を行っている。9期生からは初挑戦の夏公演の公演も行っている。
以下は、TAKE1の出身者（カッコ内は○期生の数字）。
大櫛エリカ(1)、山口日記(1)、松原渓(1)、上口耕平(1)、松浪里早(1)、上野亮(1)、酒井康行(1)、井筒大介(1~3)、徳永笑美里(1~3)、小坂逸(2)、長塚全(1～3)、次原かな(2)、藤岡麻美(3)、白石みき(3)、茂呂真紀子(3)、佐藤あいこ(3)、瀬長奈津実(3～4)、桜井千寿(3)、野崎亜里沙(3～4)、立島里奈(3)、今井友香(3)、中嶋かねこ(3)、鈴木あきえ(4)、美元(4)、平井沙知(4)、山口龍人(4～5)、義達祐未(4～5)、篠原真衣(5)、工藤里紗(5)、吉田萌美(5～7)、新井みずか(5)、佐久間麻由(5)、松下さら(5)、秋山恵(5)、川野直輝(5)、林杏(5～6)、稲葉さゆり(6)、伊藤桃(6)、浦田麻緒(6)、水野以津美(6)、三田村春奈(6)、川素広海・深海(6)、吉川麻美(6～7)、小栗山晃市(6～7)歌原奈緒(7)、上田愛美(7)、山田真由子(7)、安井真理子(7)、猪狩朝海(6～7)、北山奈都美(8～10)、ナギノエナ(9〜10)

## 主な作品

### テレビドラマ

#### 脚本
- カナリアホテル（関西テレビ・1991年）
- 火曜サスペンス劇場（日本テレビ系） 
  - 「吉備津鳴釜殺人事件」（1998年）
  - 「豊後一子相伝殺人事件」（1999年）
  - 「奥州三代嫁姑殺人事件」（2000年）
- 世紀末! 男コンパニオン物語（TBS系・1999年）
- 世にも奇妙な物語 '99秋の特別編『マニュアル警察』（フジテレビ系・1999年）
- 原宿ふりふら堂（テレビ朝日系・1999年）
- 別れたら好きな人（テレビ東京系・1999年）
- 編集王（フジテレビ系・2000年）
- ヒューマンドラマスペシャル 「孫」（フジテレビ系・2000年）
- ショカツ（フジテレビ系・2000年）
- はみだし刑事情熱系（テレビ朝日系） 
  - はみだし刑事情熱系 PART IV（2000年）
  - はみだし刑事情熱系 PART V（2001年）
  - はみだし刑事情熱系 PART VI（2001年）
- 二千年の恋（フジテレビ系・2000年）
- 救命病棟24時 第2シリーズ 第5話（フジテレビ系・2001年）
- HERO 第5話（フジテレビ系・2001年）
- 天体観測（フジテレビ系・2002年）
- ビッグマネー!〜浮世の沙汰は株しだい〜 第1話（フジテレビ系・2002年）
- 金曜エンタテイメント（フジテレビ系） 
  - 「城下町サスペンス・姫様事件帖2」（2002年）
  - 「お気らく主婦の大冒険3」（2000年）
  - 「お気らく主婦の大冒険4」（2002年）
- 共犯者（日本テレビ系・2003年）
- 最後の弁護人（日本テレビ系・2003年）
- ラストプレゼント 娘と生きる最後の夏（日本テレビ系・2004年）
- ドラゴン桜（TBS系・2005年）
- 土曜ワイド劇場（テレビ朝日系） 
  - 「刑事の妻〜デカツマ〜」（2005年）
  - 「刑事の妻〜デカツマ〜2」（2007年）
- 87%（日本テレビ系・2005年）
- 花嫁は厄年ッ!（TBS系・2006年）
- ジョシデカ!-女子刑事-（TBS系・2007年）
- ホカベン（日本テレビ系・2008年）
- 左目探偵EYE（単発・連続 / 日本テレビ系・2009年、2010年）
- 逃亡弁護士 第8話・第10話（フジテレビ系・2010年）
- スクール!!（フジテレビ系・2011年）
- CO 移植コーディネーター（WOWOW・2011年）
- 名探偵コナンドラマスペシャル「工藤新一への挑戦状〜怪鳥伝説の謎〜」（単発 / 日本テレビ系・2011年）
- 名探偵コナン 工藤新一への挑戦状 第1話・第2話・最終話（連続 / 日本テレビ系・2011年）
- ろくでなしBLUES 第1話（日本テレビ系・2011年）
- 月曜ゴールデン「人間再生・工場長 岡田岩児」（TBS系・2011年）
- 金曜プレステージ特別企画「悪女たちのメス」（フジテレビ系・2011年）
- サマーレスキュー〜天空の診療所〜（TBS系・2012年）
- 金曜プレステージ特別企画「悪女たちのメス episode2」（フジテレビ系・2012年）
- お父さんは二度死ぬ（NHK BSプレミアム・2013年）
- ダンダリン 労働基準監督官（日本テレビ系・2013年）
- マルホの女〜保険犯罪調査員〜（テレビ東京系・2014年）
- JKは雪女（MBS・2015年）
- ダマシバナシ（日本テレビ・2015年）
- そして、誰もいなくなった（日本テレビ系・2016年）
- ボイメン新世紀 祭戦士ワッショイダー（CBC・2018年）
- 特命刑事 カクホの女（テレビ東京系・2018年）

#### 脚本監修
- 花嫁は厄年ッ!（TBS系・2006年）
- 鉄板少女アカネ!!（TBS系・2006年）
- ホカベン（日本テレビ系・2008年）
- 逃亡弁護士 第1話 - 第4話（フジテレビ系・2010年）
- 名探偵コナン 工藤新一への挑戦状 第3話・第8話・第10話・第11話（連続 / 日本テレビ系・2011年）
- ろくでなしBLUES（日本テレビ系・2011年）
- スープカレー（TBS系・2012年）

#### 原案
- 月曜ミステリー劇場 「恋する京女将 音姫千尋の事件簿」（TBS系・2003年）

#### 脚本協力
- 月曜ミステリー劇場 「早乙女千春の添乗報告書17」（TBS系・2005年）

### 映画
- クハナ!（2016年、監督・脚本）[3]
- キスできる餃子（2018年、監督・脚本）[4]
- ブルーヘブンを君に（2021年、監督・脚本）[5]
- リョーマ! The Prince of Tennis 新生劇場版テニスの王子様（2021年、脚本）
- 映画ネメシス 黄金螺旋の謎（2023年、脚本）[6]
- 女子大小路の名探偵（2023年、脚本）[7]

### 舞台

#### 劇団秦組公演
- 「サハラ」
- 「リセット」
- 「5 FIVE」
- 「タクラマカン」
- 「地図 ～朝焼けに君をつれて～」
- 「月の子供」
- 「Re-Birth」
- 「正しい餃子の作り方」
- 「Pain」
- 「くるくるとしとしっと」
- 「らん」
- 「神様はじめました THE MUSICAL♪」
- 「And so this is Xmas」
- 「月の子供 the Musical」

### テレビアニメ
- ルパン三世 グッバイ・パートナー（2019年・日本テレビ系列）

### ゲーム
- タイムホロウ 奪われた過去を求めて（シナリオ監修・2008年）

### 作詞
- Cry&Feel it
  - 1st Single 「ゆらりゆらり」
  - 2nd Single 「さくらさらり」
  - 3rd Single 「君は夏」
  - 4th Single 「最後のKISS」
  - 5th Single カップリング「ランデブー」
  - 7th single「ただ、ふたり」
- CHEMISTRY「キミがいる」
- 牧伊織 3rd Single「君への歌」
- 鈴木雅之&島谷ひとみ「ふたりでいいじゃない」
- Chelsy 「Town」（AMIと共作）

## 書籍

### 小説
- 刑事・雪平夏見シリーズ（単行本：河出書房新社、文庫版：河出文庫）
  - 推理小説（2004年。2005年に文庫化） - 2006年に『アンフェア』としてテレビドラマ化
  - アンフェアな月（2006年。2008年、文庫化）
  - 殺してもいい命（2009年。2011年、文庫化）
  - 愛娘にさよならを（2011年、2013年、文庫化）
  - アンフェアな国（2015年。2017年、文庫化）
- 天体観測（2004年、河出書房新社） - 自身が脚本を担当したドラマの小説版
- チェケラッチョ!!（2006年、講談社） - 2006年に映画化。映画版でも自身が脚本を担当
- SOKKI!-人生には役に立たない特技-（2006年、講談社。2009年、講談社文庫より文庫化）
- ラストプレゼント（2007年、幻冬舎。2010年、幻冬舎文庫より文庫化） - 自身が脚本を担当したドラマ『ラストプレゼント 娘と生きる最後の夏』の小説版
- 明日、アリゼの浜辺で（2009年、新潮社。2017年、『ザーッと降って、からりと晴れて』に改題し河出文庫より文庫化）
- ダーティ・ママ!（2010年、河出書房新社。2011年、河出文庫より文庫化） - 2012年にテレビドラマ化
  - ダーティ・ママ、ハリウッドへ行く!（2011年、河出書房新社）
- CO 命を手渡す者（2011年、河出書房新社） - 自身が脚本を担当したドラマ『CO 移植コーディネーター』の小説版
- らん（2011年、PHP研究所） - 自身が作・演出を担当する舞台の小説版
- インシデント 悪女たちのメス（2011年、講談社文庫） - 2011年に『悪女たちのメス』としてテレビドラマ化。ドラマ版でも自身が脚本を担当
- サマーレスキュー〜天空の診療所〜（2012年、河出文庫） - 自身が脚本を担当したドラマの小説版
- 民間科学捜査員・桐野真衣シリーズ（文春文庫）
  - 殺人初心者 民間科学捜査員・桐野真衣（2013年）
  - 冤罪初心者 民間科学捜査員・桐野真衣（2015年）
- ファイアマンの遺言（2015年、角川文庫） - 2015年のドラマ『HEAT』のプロジェクト原作
- KUHANA!（2016年4月1日、河出書房新社、ISBN 978-4309024592。2019年、『KUHANA! うちら、ジャズ部はじめました!』に改題し河出文庫より文庫化） - 2016年公開に『クハナ!』として映画化。自身が監督・脚本を担当
- And so this is Xmas三部作
  - And so this is Xmas（2016年、河出書房新社。2019年、『サイレント・トーキョー And so this is Xmas』と改題し河出文庫より文庫化） - 2020年に『サイレント・トーキョー』として映画化
  - Change the World（2023年、河出書房新社）
  - Across the Universe（2024年、河出書房新社）
- マイ・フーリッシュ・ハート（2018年、河出文庫）
- ブルーヘブンを君に（2020年、河出文庫） - 2021年に映画化。自身が監督・脚本を担当
- 女子大小路の名探偵（2021年、河出書房新社。2023年、河出文庫より文庫化） - 2023年に映画化。自身が脚本を担当